# 中沢丈一
中沢 丈一（なかざわ じょういち、1948年〈昭和23年〉10月20日 - ）は日本の政治家。群馬県議会議員（8期）、第81代群馬県議会議長、群馬県議会副議長、前橋市議（2期）を務めた。

## 経歴
1948年10月20日、群馬県勢多郡上川淵村（現前橋市）大字上佐鳥に生まれる。1961年、前橋市立上川淵小学校卒業。1964年、前橋市立第七中学校卒業。1967年、群馬県立勢多農林高等学校卒業。1971年、東京農業大学農学部農業経済学科を卒業し、群馬県経済農業協同組合連合会に勤務する。1977年、退職して農業に従事するようになる。
1985年、前橋市議会議員選挙に無所属で立候補して初当選を果たし、2期6年務めた。市議会では、総務常任委員長、同副委員長、建設水道副委員長を歴任した。
1991年4月7日、群馬県議会議員選挙に前橋市選挙区から自由民主党公認で立候補して、初当選を果たした。以後、8期務めた。2023年の県議選には出馬せず県議を引退。
県議会では、2005年5月31日から2006年5月30日まで群馬県議会副議長、2007年5月22日から2008年5月29日まで第81代群馬県議会議長を務めた。
2023年11月3日、秋の叙勲で旭日中綬章を受章。

## 人物
- 趣味はスポーツと音楽[3]。特に音楽では1977年から1983年まで前橋フィルハーモニーオーケストラ（現群馬シティーフィルハーモニー）の団長を務めた経験を持つ[3]。